# Ёлкинский сельский округ
Ёлкинский сельский округ — упразднённая административно-территориальная единица, существовавшая на территории Воскресенского района Московской области в 1994—2006 годах.
Ёлкинский сельсовет был образован в 1922 году в составе Колыберовской волости Коломенского уезда Московской губернии путём объединения 1-го Ёлкинского, 2-го Ёлкинского и Жуковского с/с.
В 1926 год из Ёлкинского с/с был выделен Суворовский с/с.
В 1926 году Ёлкинский с/с включал деревни Ёлкино и Жуково, а также мельницу.
В 1929 году Ёлкинский с/с был отнесён к Воскресенскому району Коломенского округа Московской области.
17 июля 1939 года к Ёлкинскому с/с был присоединён Новочеркасский с/с, а также селение Ильино упразднённого Шильковского с/с.
22 июня 1954 года из Лопатинского с/с в Ёлкинский были переданы селения Вострянское, Перхурово и Шильково, но 27 августа 1958 года они были возвращены обратно.
1 февраля 1963 года Воскресенский район был упразднён и Ёлкинский с/с вошёл в Люберецкий сельский район.
16 апреля 1963 года из упразднённого Лопатинского с/с в Ёлкинский вновь были переданы селения Вострянское, Перхурово и Шильково.
11 января 1965 года Ёлкинский с/с был возвращён в восстановленный Воскресенский район.
3 февраля 1994 года Ёлкинский с/с был преобразован в Ёлкинский сельский округ.
В ходе муниципальной реформы 2004—2005 годов Ёлкинский сельский округ прекратил своё существование как муниципальная единица. При этом все его населённые пункты были переданы в городское поселение Хорлово.
29 ноября 2006 года Ёлкинский сельский округ исключён из учётных данных административно-территориальных и территориальных единиц Московской области.